# Piero Coccia

Erzbischofswappen von Piero Coccia

Piero Coccia (* 4. Dezember 1945 in Ascoli Piceno, Italien) ist ein italienischer Geistlicher und emeritierter römisch-katholischer Erzbischof von Pesaro.

## Leben
Piero Coccia empfing am 25. November 1972 die Priesterweihe für das Bistum Ascoli Piceno.
Am 28. Februar 2004 ernannte ihn Papst Johannes Paul II. zum Erzbischof von Pesaro. Die Bischofsweihe spendete ihm Sergio Kardinal Sebastiani, Präfekt der Präfektur für die ökonomischen Angelegenheiten des Heiligen Stuhls, am 24. April 2004; Mitkonsekratoren waren Erzbischof Paolo Romeo, Apostolischer Nuntius in Italien, und Silvano Montevecchi, Bischof von Ascoli Piceno.
Papst Franziskus nahm am 12. März 2022 seinen altersbedingten Rücktritt an.